# Rasa del Clot de Solerbrocó
La Rasa del Clot de Solerbrocó és un torrent afluent per la dreta de la Rasa de l'Avellanosa que realitza tot el seu recorregut pel terme municipal de Riner, al Solsonès.

## Descripció
La rasa neix al sud-est del nucli de Freixinet. Els primers 270 m. del seu curs són una séquia. De direcció preponderant cap al nord, baixa a desguassar a la Rasa de l'Avellanosa recorrent la fondalada del Clot de Solerbrocó que li dona nom.

## Xarxa hidrogràfica
La xarxa hidrogràfica de la Rasa del Clot de Solerbrocó està integrada per un total de 2 cursos fluvials la longitud total dels quals suma 1.646 m.